# NGC 7469
NGC 7469 (другие обозначения — PGC 70348, UGC 12332, IRAS23007+0836, MCG 1-58-25, ARP 298, ZWG 405.26, KCPG 575A) — спиральная галактика с перемычкой (SBa) в созвездии Пегаса. Сейфертовская галактика 1 типа (Sy1), относится к шести «классическим», наиболее хорошо изученным сейфертовским галактикам, описанным в пионерской работе Карла Сейферта. Мощный рентгеновский источник. Обладая активным ядром, NGC 7469 также относится к классу ярких инфракрасных галактик, её инфракрасная светимость составляет 3×1011 солнечных светимостей. Вокруг ядра расположено кольцо радиусом около 500 пк, в котором происходит вспышка звездообразования; оно излучает около 2/3 светимости галактики в ИК диапазоне.
Входит в число перечисленных в оригинальной редакции «Нового общего каталога».
Взаимодействует со спиральной галактикой-компаньоном IC 5283 меньшей массы, находящимся на угловом расстоянии 1,4′. Компаньон не проявляет активности ядра. Пара входит в Атлас пекулярных галактик под обозначением Arp 298.
В 2008 году в галактике вспыхнула сверхновая SN 2008ec типа Ia, её пиковая видимая звездная величина составила 17,6m. В 2000 году в околоядерном кольце была детектирована по радиоизлучению сверхновая SN 2000ft типа IIa (с коллапсом ядра). NGC 7469 станет одной из первых галактик, снятых космическим телескопом Джеймса Уэбба.